# Cal Suau (Avinyonet del Penedès)
Cal Suau és un edifici del municipi d'Avinyonet del Penedès (Alt Penedès) protegit com a bé cultural d'interès local.

## Descripció
Casa entre mitgeres i fent cantonada, composta de planta baixa, pis i terrat. Composició simètrica de la façana, amb balcons d'un sol portal. Balustrada als balcons laterals i al coronament acabat amb un línia lleugerament ondulada. Obertures superiors amb trencaaigües de ceràmica vidriada blava. Cos lateral d'una sola planta adossat, amb pinacles i boles decoratives. Jardí lateral i posterior. Utilització del mosaic de ceràmica vidriada trencada com a element decoratiu en el coronament i en els pinacles. Ús de plaques de ceràmica vidriada amb temes decoratius de paneres de fruites i angelots al mateix lloc.